# おみおみ
おみおみは、日本の漫画家。

## 経歴
2007年、「巴里のキクヒメ」で第9回スクウェア・エニックスマンガ大賞特別大賞を受賞。
2008年より、『月刊Gファンタジー』にて「モンデ・キント」の不定期連載を開始。
2010年より、同誌にて米澤穂信原作の推理小説「夏期限定トロピカルパフェ事件（〈小市民〉シリーズ）」のコミカライズ連載を、構成：山崎風愛、作画：おみおみで開始。
2011年より、『月刊ビッグガンガン』にて（当時は月刊化前の『増刊ヤングガンガンビッグ』）、「シスターハニービスケット」の連載を開始。
2013年より、『月刊コミック@バンチ』にて「バベル式神ガール」の連載を開始。
2016年より、『月刊シルフ』にて「君が死なない日のごはん」の連載を開始。
その他、「魔法少女まどかマギカ」関連グッズ「ティロフィナーレ本」寄稿、「SHIBUYA GIRLS POP缶バッジコレクション」デザイン。

## 作風
少年少女を扱う話が多い。他、細かい絵柄に特徴がある。

## 作品リスト

### 漫画

#### 連載
- モンデ・キント（不定期連載・月刊Gファンタジー・2008年12月号 - 2009年12月号・全5回）
- 夏期限定トロピカルパフェ事件（月刊Gファンタジー・2010年4月号 - 2011年2月号）全2巻
- シスターハニービスケット（月刊ビッグガンガン・2011年Vol.01 - 2012年Vol.11）全2巻
- バベル式神ガール（月刊コミック@バンチ・2014年4月号 - 2015年5月号）全2巻
- 君が死なない日のごはん（月刊シルフ・2016年8月号 - 2017年9月号→pixivシルフ・2017年8月24日 - 2018年1月11日）全3巻
- 血と処女 〜修道院の吸血鬼たち〜（pixivシルフ・2018年10月18日 - 2019年9月5日）全2巻
- ザコ姫さまは生きのびたい！～処刑の危機は、姫プレイで乗り切ります～（原作：焦田シューマイ、構成：木場健介、ガンガンONLINE・2023年1月10日 - ）既刊3巻※読み切りから連載化

#### 読切
- 巴里のキクヒメ（月刊Gファンタジー・2007年2月号）
- あの子を待ちながら。（月刊Gファンタジー・2007年8月号）
- そばみちゃんは着ぐるみの中（月刊コミック電撃大王・2016年2月号）
- ザコ姫さまは生きのびたい！～処刑の危機は、姫プレイで乗り切ります～（原作：焦田シューマイ、構成：木場健介、ガンガンONLINE・2022年2月28日）※後に連載化

### イラスト
- NO推理、NO探偵?（著者：柾木政宗、講談社ノベルス・2017年9月7日）
- ネタバレ厳禁症候群～So signs can’t be missed!～（著者：柾木政宗 、講談社タイガ・2019年8月22日）